# TVR 420 SEAC
La TVR 420 SEAC (pour Special Edition Aramid Composite) est une voiture de sport conçue par TVR et vendue à 37 exemplaires entre 1986 et 1988.

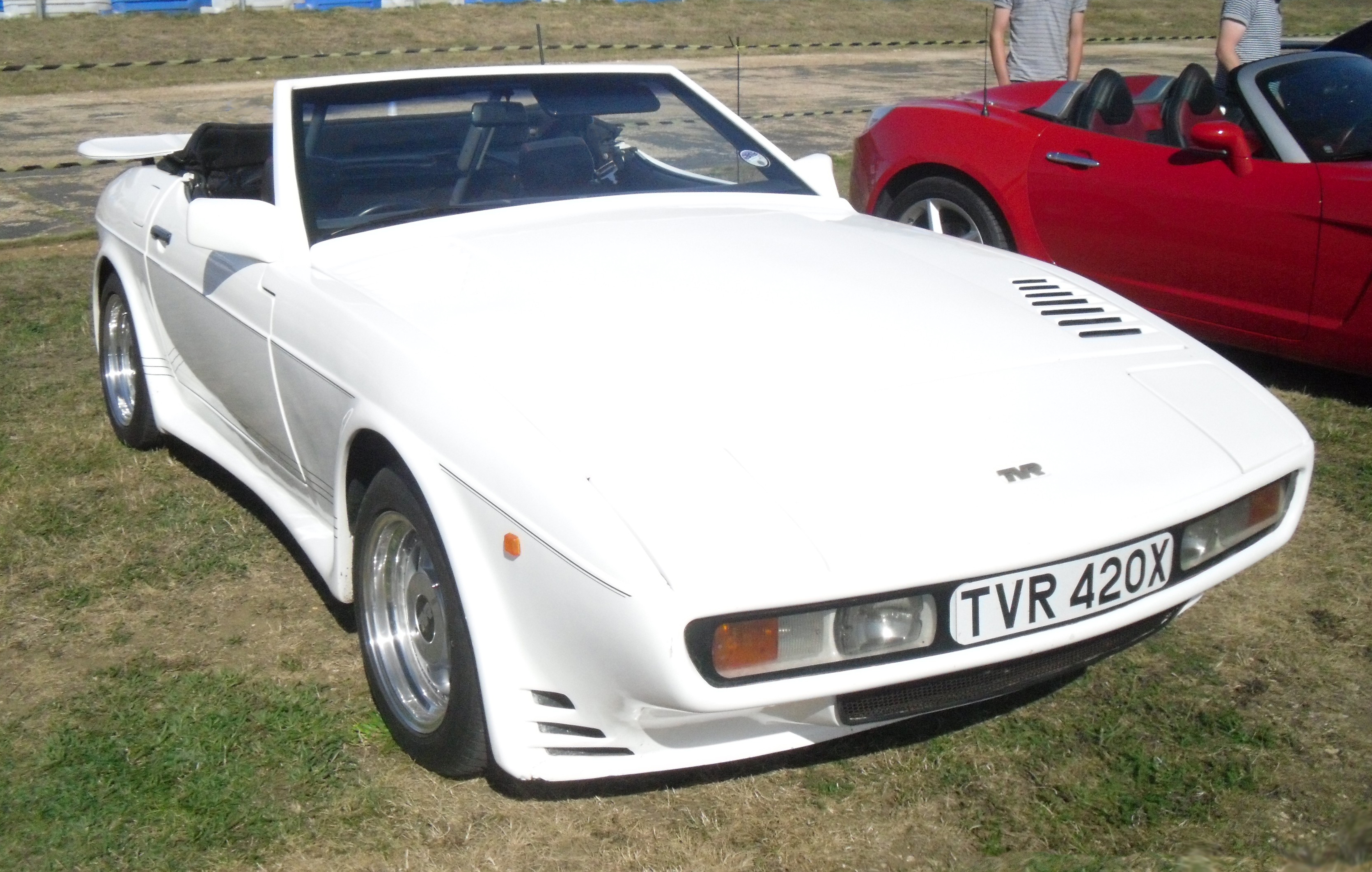
La TVR 420 SEAC

## Carrosserie
La carrosserie est réalisée en partie en kevlar, d'où le patronyme SEAC, alors que les autres « Wedges » sont totalement en fibre de verre. L'utilisation du kevlar associé à la fibre de verre a permis d'économiser une centaine de kilogrammes sur le poids total de la voiture. Mais le surcoût occasionné par ce procédé est grand : une SEAC est deux fois plus chère qu'une TVR 350i de base. La SEAC est reconnaissable grâce à son aileron arrière spécifique.

## Groupe motopropulseur
La SEAC utilise une version évoluée du V8 Rover. En effet, ce V8 à soupapes en tête a une cylindrée de 4.2 L (93.4*77.1 mm), une injection électronique Lucas dérivée du système Bosch L-Jetronic, un taux de compression de 9.75:1. La puissance du moteur est de 300 ch à 5500 tr/min, pour un couple de 393 N m à 4500 tr/min. La transmission est manuelle à 5 vitesses (Borg-Warner T5). Le rapport de pont est de 3.07:1.

## Suspensions et trains roulants
La TVR 420 SEAC utilise une double triangulation à l'avant, et une simple triangulation à l'arrière. On retrouve aux quatre coins de la voiture des ressorts hélicoïdaux. On notera aussi la présence de barres anti-roulis.

La direction à crémaillère offre 3.7 tours de butée à butée.

Les pneus ont une dimension de 225/50 R15, et une limite de sécurité de 240 km/h. Pour assurer le freinage, la voiture fait appel à un système assisté composé de disques ventilés à l'avant, et de disques à l'arrière.

## Performances
Grâce à son poids contenu de 1170 kg, la TVR 420 SEAC est capable de passer de 0 à 100 km/h en seulement 5 secondes. La vitesse de pointe est de 266 km/h.